# Johnny Martinsson
Eskil Johnny Martinsson, född 1 augusti 1934 på Tärnö i Hällaryds socken, Blekinge, död 18 oktober 2024 i Karlshamn, var en svensk skulptör och målare.  
Martinsson föddes på Tärnö i Hällaryds skärgård utanför Karlshamn. Hans mor dog när han var ung och han växte upp med sin mormor. När mormodern avled var Martinsson 13 år och han flyttade då till släktingar i Karlshamn. Efter att ha arbetat i Borås och en tid till sjöss gifte han sig och flyttade till Svängsta och blev verktygsmakare på ABU.
Han började sin konstnärliga bana 1963 och hade sin första utställning tillsammans med andra konstnärer på Folkets hus i Karlshamn 1964. År 1968 ställde han ut på den jurybedömda vårsalongen på Liljevalchs konsthall i Stockholm.
År 1976 köpte Martinsson ett hus på Lotsgatan 8 i Karlshamn och renoverade det. I närheten bodde även målarna Thure Wahlström och Oskar Wickström som han ofta samarbetade med. Bland annat hade de gemensamma utställningar i Tyskland. I anslutning till Martinssons bostad på Lotsgatan finns Konstmuseet Martinssonska gården. Där finns även målningar av Wahlström, Wickström och Per Serre, en annan vän och konstnärskollega som haft konstutställningar tillsammans med Martinsson.
Under 1980-talet avslutade Martinsson sin anställning på ABU och blev konstnär på heltid. Han gjorde flera offentliga konstverk, exempelvis bronsskulpturen Tidsbilder på torget i Olofström och minnesmärket för ABU:s Göte Borgström i Svängsta. Förutom i Blekinge finns offentliga konstverk av Martinsson bland annat i Bollnäs och Nyköping.
Under 1990-talet arbetade Martinsson med sin skulpturserie Väktare och 2004 gjorde han den stora skulpturen Vägvisaren vid entrén till Sparbanken i Karlshamn. Grundformen i dessa skulpturer kan associeras till både en riddarhjälm och en båtform. Båtformer och uppväxten i skärgården är något som inspirerat Martinssons konstnärskap.
Till Martinssons 75-årsdag 2009 grundades Johnny Martinssons Stiftelse, till stöd för unga kulturarbetare i Blekinge.
Martinsson dog vid 90 års ålder i oktober 2024 efter en tids cancer.

## Galleri

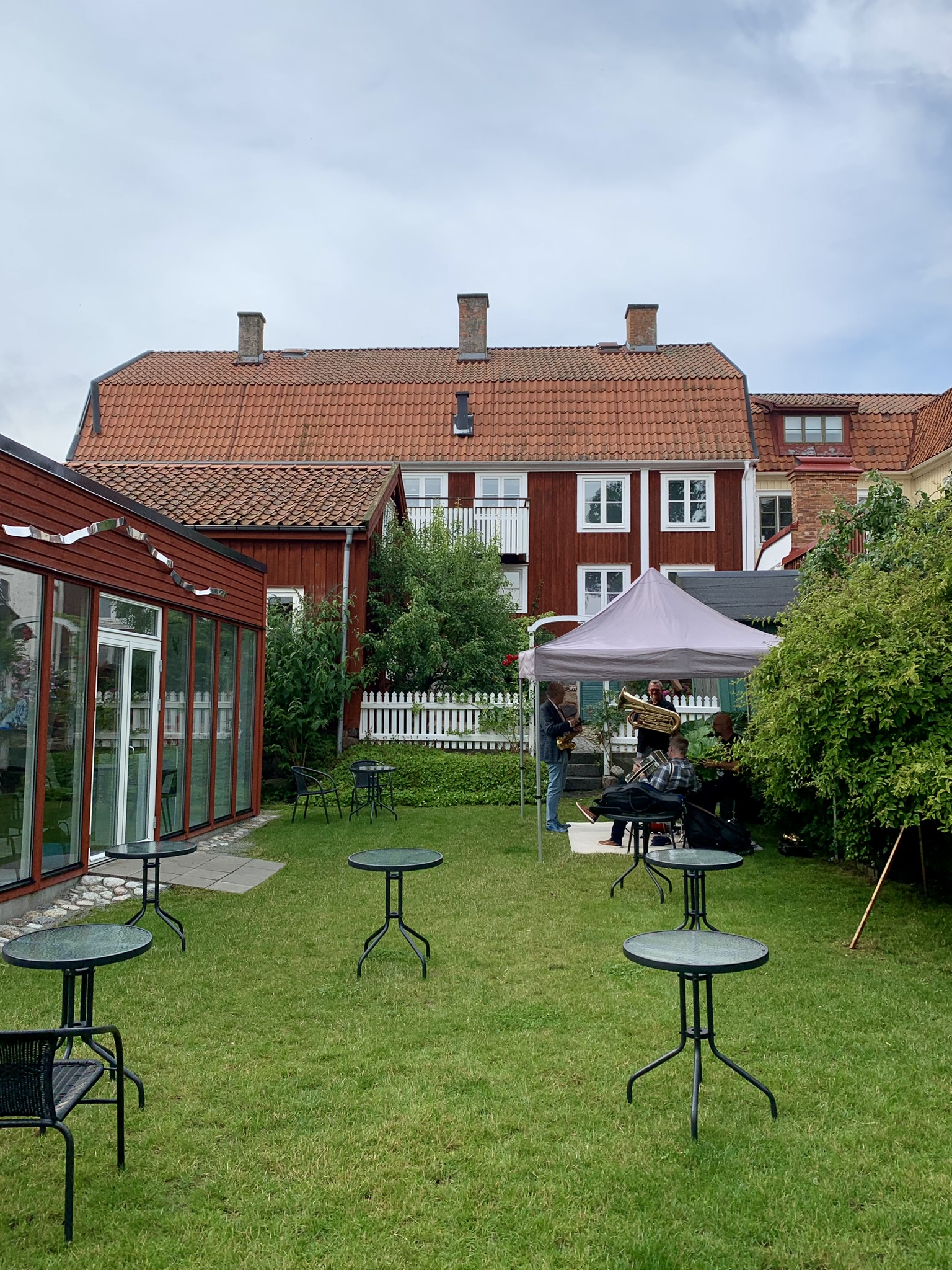
Trädgården hemma hos Johnny Martinsson, Martinssonska gården
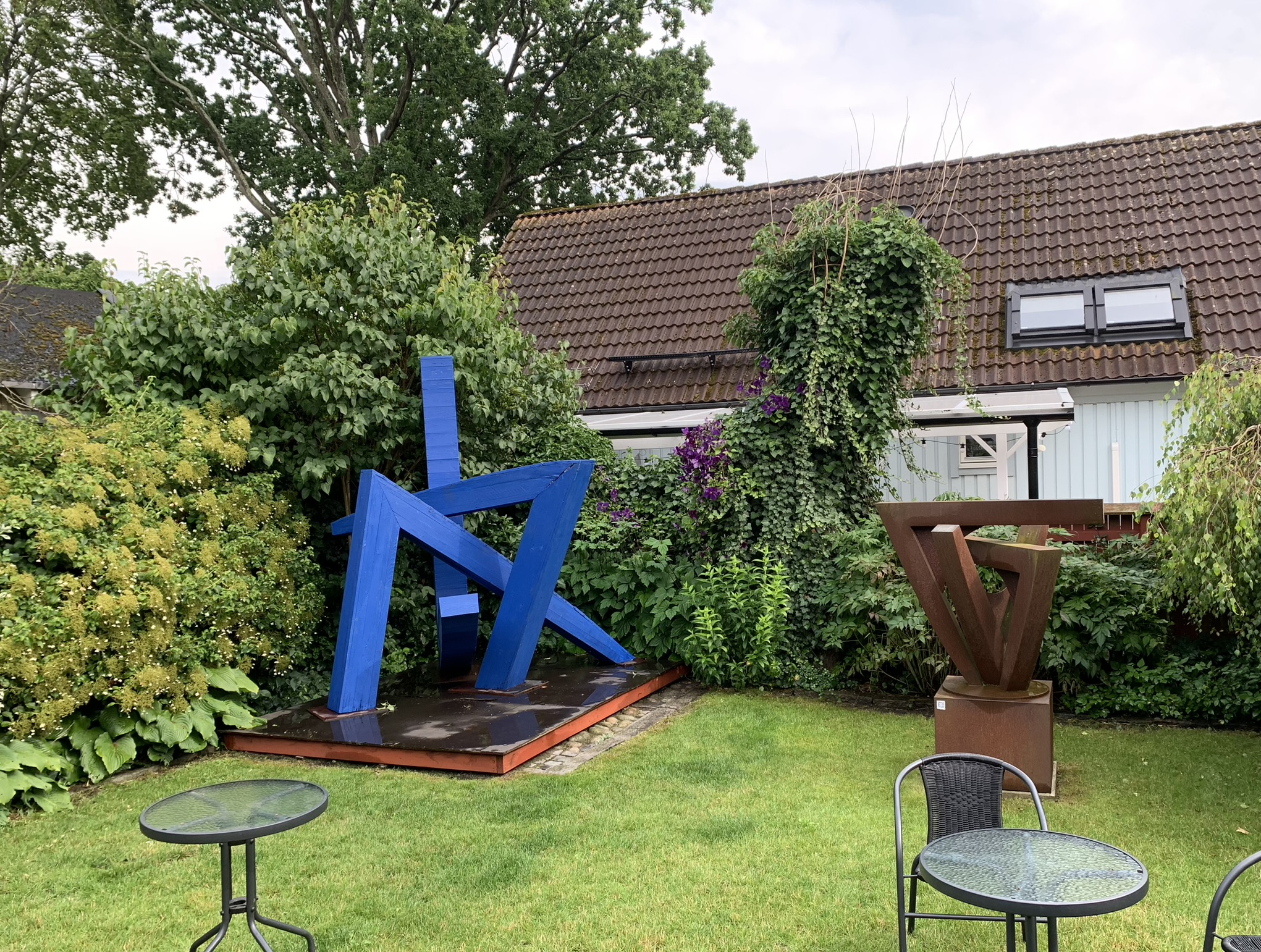
"Drömda vinklar", Martinssonska gårdens trädgård
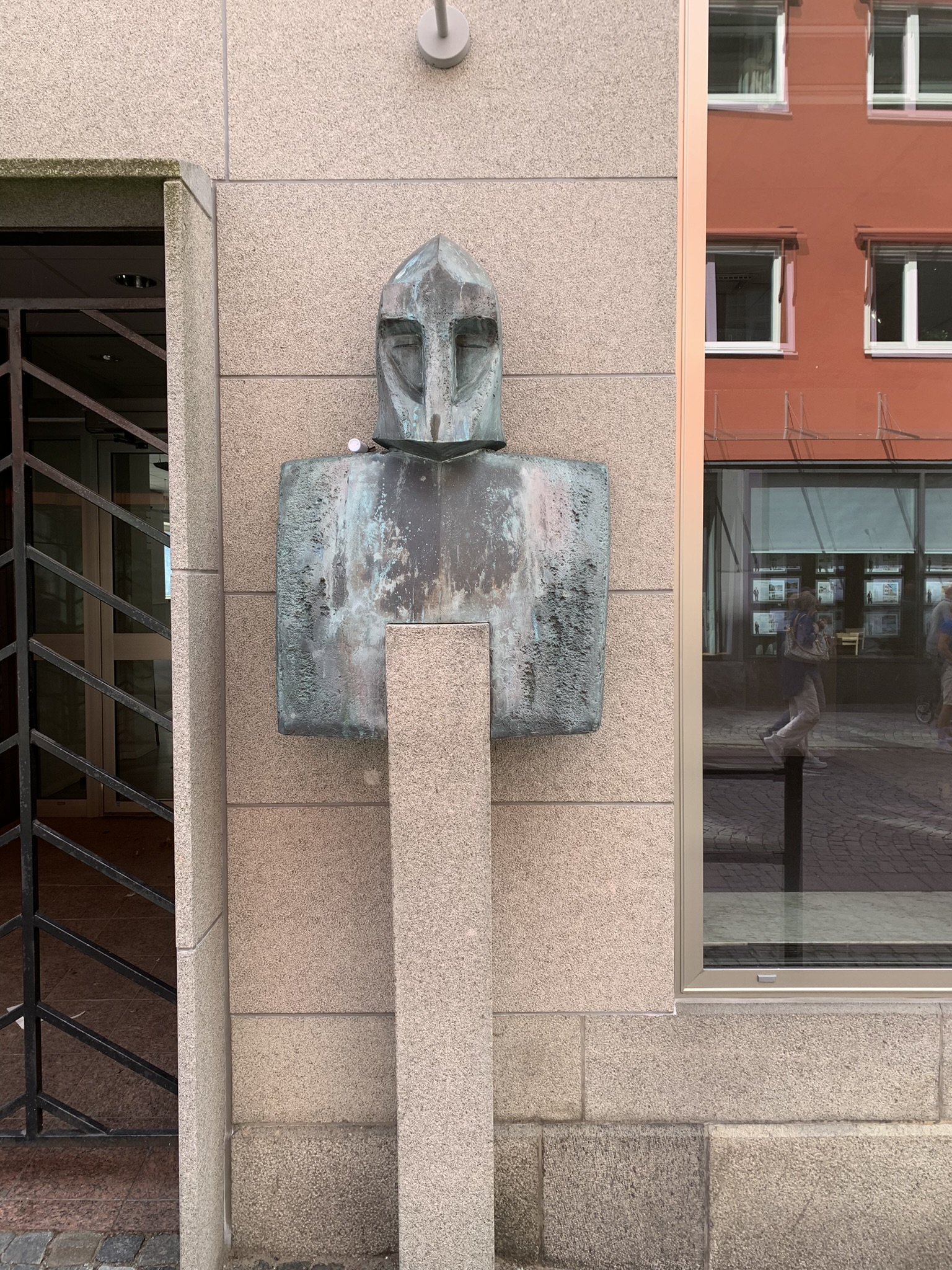
"Väktare", Karlshamn
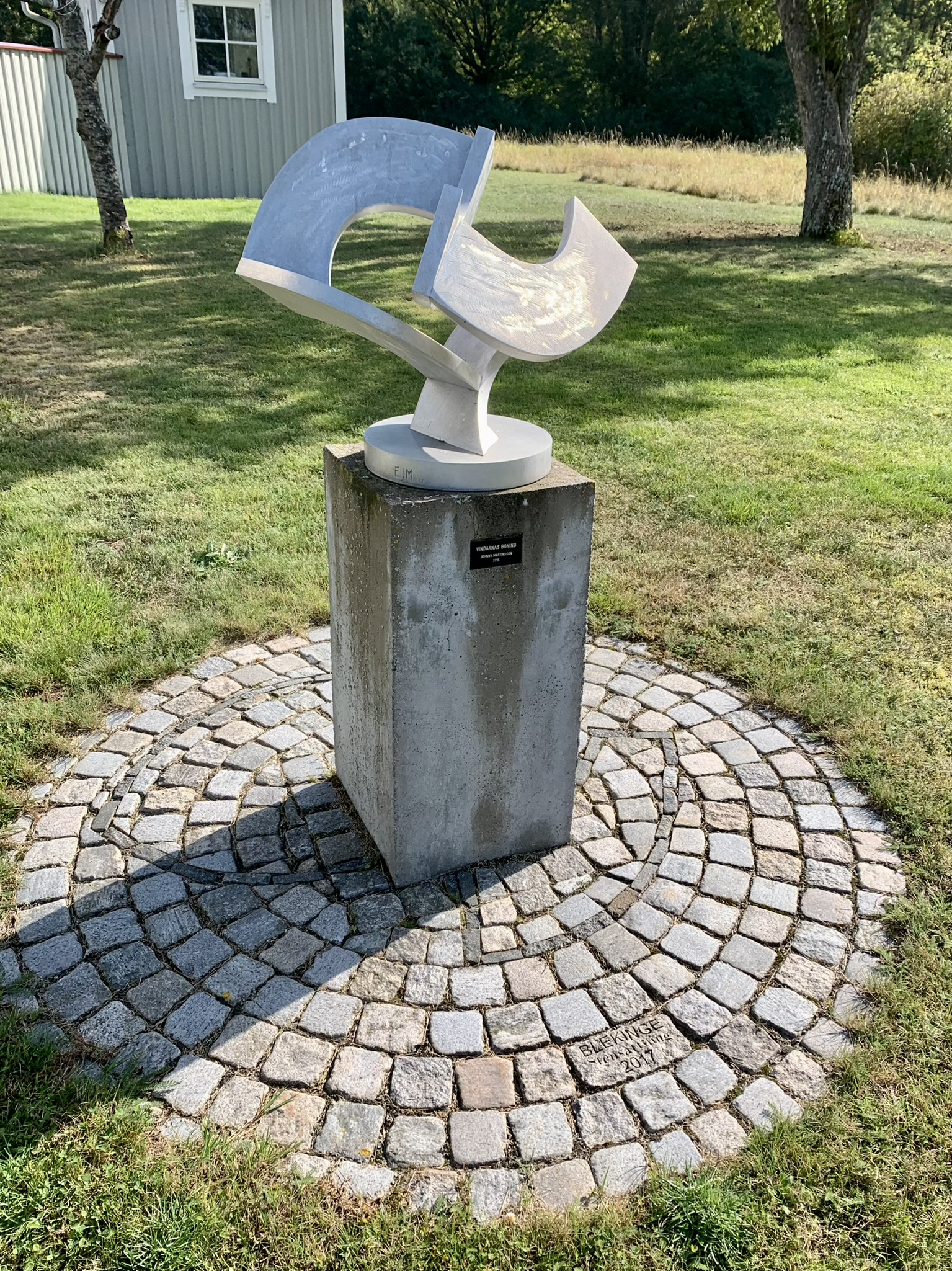
"Vindarnas boning", Tärnö